# Viticoltura in Russia
La viticoltura in Russia ha una tradizione millenaria, ma ha vissuto diverse fasi di sviluppo e decadenza. Oggi la Russia sta cercando di riaffermarsi nel panorama internazionale dei vini grazie a un miglioramento della qualità e a un incremento della produzione.

## Storia

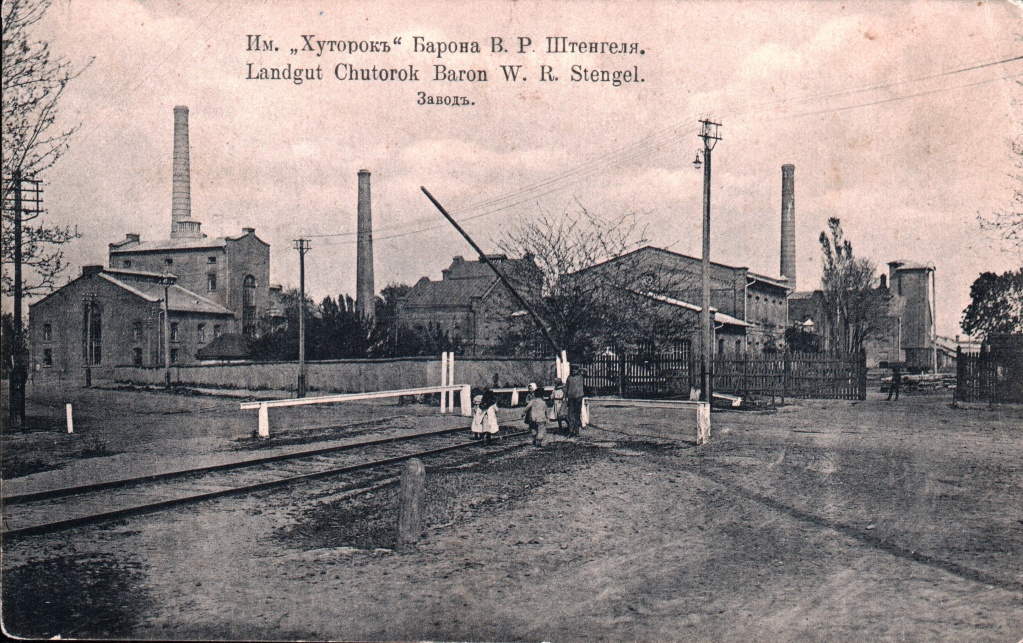
Cantina Khutorok nel Kuban, 1910

La viticoltura in Russia ha radici antiche risalenti addirittura ai tempi degli antichi greci e romani. Alcune delle prime testimonianze di viticoltura si trovano in Crimea dove gli antichi colonizzatori greci introdussero la coltivazione della vite. Tuttavia, la vera espansione avvenne durante l'epoca zarista, in particolare nel XIX secolo, quando la viticoltura iniziò a prosperare in diverse regioni come il Caucaso e la Crimea. Questo periodo vide anche l'introduzione di tecniche vinicole avanzate e la creazione di cantine di qualità tra cui alcune famose per la produzione di spumanti.
Con la rivoluzione del 1917 e l’instaurazione del regime sovietico la viticoltura subì un cambiamento radicale. Il nuovo governo centralizzato mirava a promuovere una viticoltura di massa, focalizzandosi più sulla quantità che sulla qualità. Durante il periodo sovietico molte zone vinicole furono intensificate per soddisfare le esigenze di consumo interno, ma la qualità del vino ne risentì.
Negli anni successivi alla dissoluzione dell'Unione Sovietica la Russia si è gradualmente ripresa nel settore vinicolo. Negli ultimi decenni le aziende vinicole russe hanno investito in moderni impianti di produzione e hanno iniziato ad adottare pratiche vinicole moderne che hanno migliorato la qualità dei loro vini.

## Clima
Il clima della Russia è generalmente rigido, ma le regioni meridionali come la Crimea e il Kuban, godono di un clima più temperato che permette la coltivazione della vite. La Russia è caratterizzata da inverni lunghi e gelidi, ma le zone meridionali, grazie alla loro posizione geografica più vicino al Mar Nero, godono di temperature più miti durante l'estate che creano un microclima ideale per la viticoltura. Il cambiamento climatico ha anche portato a un lieve miglioramento delle condizioni climatiche per la viticoltura specialmente nella parte meridionale del paese.
Le regioni più favorevoli alla coltivazione della vite includono il Kuban, dove si produce vino di alta qualità, e la Crimea, storicamente conosciuta per i suoi vigneti. La temperatura media annuale in queste zone è inferiore rispetto alle regioni vinicole più calde dell’Europa, ma l'effetto del Mar Nero contribuisce a creare un ambiente favorevole per il vino. Tuttavia, le gelate invernali e le temperature estive elevate possono comportare rischi per la produzione richiedendo tecniche vitivinicole particolari come l'uso di varietà resistenti al freddo e la protezione dei vigneti durante l'inverno.

## Regioni vitivinicole

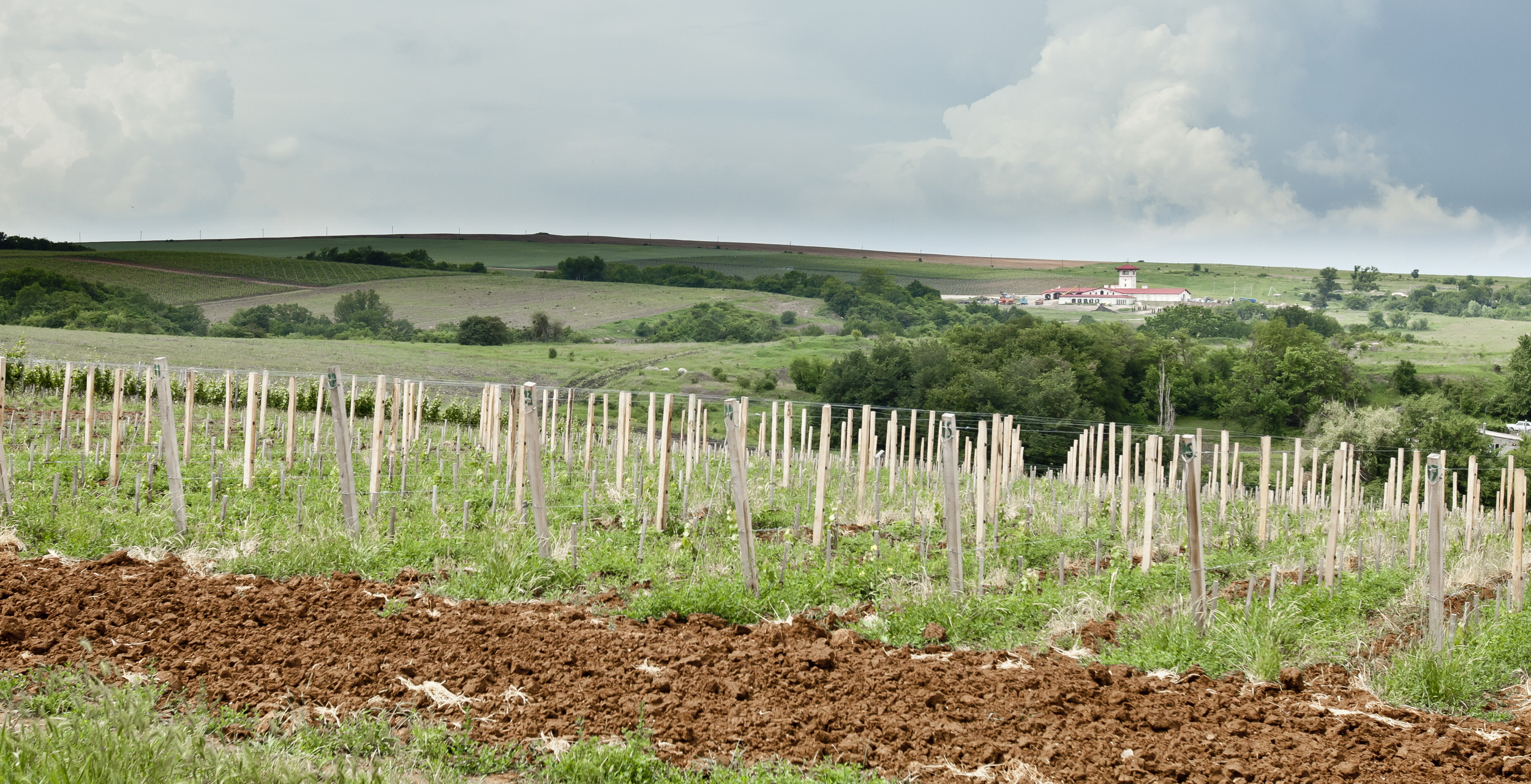
Vigneto nei pressi di Lefkadia

La Russia, nonostante le sue dimensioni enormi, ha poche regioni vinicole principali che si concentrano nelle aree meridionali dove il clima è più favorevole. Le due principali aree vitivinicole sono la regione di Krasnodar e la Crimea. La zona del Kuban è una delle più importanti per la produzione vinicola del paese situata vicino al Mar Nero. Altre zone di produzione includono il Daghestan e la regione del Volga, ma la qualità in queste aree è variabile e la viticoltura è meno sviluppata rispetto alle regioni meridionali.
La Crimea è un altro polo vitivinicolo tradizionale dove si trovano numerosi vigneti storici, alcuni dei quali risalgono all’epoca dell’Impero russo. Negli ultimi anni, la regione ha visto un aumento della qualità dei suoi vini con l’introduzione di nuove tecniche e varietà di uva. Il governo russo sta investendo in questa regione per promuovere il turismo vinicolo e migliorare ulteriormente la produzione.

## Vitigni
La Russia, a causa del suo clima, coltiva una varietà di vitigni sia autoctoni che internazionali. Tra i vitigni autoctoni più noti ci sono il Rkatsiteli, un vitigno bianco originario della zona del Caucaso, e il Saperavi, un vitigno rosso utilizzato per la produzione di vini corposi e longevi. La Russia, inoltre, ha sperimentato con vitigni provenienti da climi più caldi come il Cabernet Sauvignon, il Merlot, e lo Chardonnay che hanno mostrato buoni risultati nelle zone più temperate del paese.

## Vini
I vini russi sono diventati sempre più riconosciuti per la loro qualità. Mentre in passato la produzione era focalizzata principalmente su vini da tavola di bassa qualità, oggi i produttori russi si concentrano sulla qualità producendo vini spumanti, rossi, bianchi e rosati. La Russia ha una tradizione secolare nella produzione di vini spumanti, con marchi come Abrau-Durso, che esportano i loro prodotti in tutto il mondo. Altri produttori si sono distinti per i loro vini rossi e bianchi secchi, molti dei quali derivano da varietà internazionali adattate al clima russo.

## Normative
Negli ultimi anni la Russia ha introdotto leggi più severe e regole più chiare in materia di viticoltura e produzione vinicola. Nel 2020 il governo russo ha implementato una nuova legge che stabilisce criteri più rigorosi per la produzione di vino, inclusi requisiti precisi per la qualità dell'uva, la quantità di produzione e la definizione dell'origine del vino. Questa normativa ha lo scopo di garantire la trasparenza e la qualità del settore vitivinicolo oltre a promuovere l'integrazione con i mercati internazionali. Inoltre, la legge prevede sanzioni per le violazioni con l’obiettivo di aumentare la competitività dei vini russi a livello globale.